# Beram Itam Kanan
Beram Itam Kanan is een bestuurslaag in het regentschap Tanjung Jabung Barat van de provincie Jambi, Indonesië. Beram Itam Kanan telt 4498 inwoners (volkstelling 2010).